# Jack Allen (Fußballspieler, 1903)
John William Alcroft „Jack“ Allen (* 31. Januar 1903 in Newburn (Newcastle upon Tyne); † 19. November 1957 in Burnopfield) war ein englischer Fußballspieler.

## Leben und Karriere
Allen spielte von 1931 bis 1934 für Newcastle United. Der Stürmer spielte insgesamt 90 Mal für die Magpies und erzielte dabei 40 Tore. Seine beiden wichtigsten Tore erzielte er im Finale des englischen Pokals von 1932 gegen den FC Arsenal zum 2:1-Erfolg. 
Zu den Vereinsstationen von Jack Allen gehören auch Leeds United, der FC Brentford und Sheffield Wednesday. 

### Erfolge
- Englischer Pokalsieger: 1932